# شرق راذرفورد
شرق راذرفورد هي منطقة إدارية تقع في مقاطعة بيرغن، نيو جيرسي، الولايات المتحدة. وصل تعداد سكان المنطقة 8913 حسب تعداد الولايات المتحدة 2010.

## التركيبة السكانية
حدّد مكتب تعداد الولايات المتحدة بيانات التركيبة السكانية لشرق راذرفورد في تعداد الولايات المتحدة. في ما يلي، التركيبة السكانية حسب تعدادي 2000 و2010.

### تعداد عام 2000
بلغ عدد سكان شرق راذرفورد 8,716 نسمة بحسب تعداد عام 2000، وبلغ عدد الأسر 3,644 أسرة وعدد العائلات 2,156 عائلة مقيمة في المنطقة السكنية. في حين سجلت الكثافة السكانية 832.5 نسمة لكل كيلومتر مربع (2,156.2/ميل2). وبلغ عدد الوحدات السكنية 3,771 وحدة بمتوسط كثافة قدره 360.2 لكل كيلومتر مربع (932.9/ميل2).
وتوزع التركيب العرقي للمنطقة السكنية بنسبة 79.68% من البيض و3.72% من الأمريكيين الأفارقة و0.11% من الأمريكيين الأصليين و10.69% من الأمريكيين ذوي الأصول الآسيوية و0.05% من سكان جزر المحيط الهادئ و3.21% من الأعراق الأخرى و2.54% من عرقين مختلطين أو أكثر و10.65% من الهسبانيون أو اللاتينيون من أي عرق.
بلغ عدد الأسر 3,644 أسرة كانت نسبة 27.6% منها لديها أطفال تحت سن الثامنة عشر تعيش معهم، وبلغت نسبة الأزواج القاطنين مع بعضهم البعض 44.4% من أصل المجموع الكلي للأسر، ونسبة 10.8% من الأسر كان لديها معيلات من الإناث دون وجود شريك، بينما كانت نسبة 4% من الأسر لديها معيلون من الذكور دون وجود شريكة وكانت نسبة 40.8% من غير العائلات. تألفت نسبة 33.4% من أصل جميع الأسر من عدة أفراد يعيشون في نفس المنزل ونسبة 11.6% كانت تتألف من شخص يعيش بمفرده يبلغ من العمر 65 عاماً أو أكثر. وبلغ متوسط حجم الأسرة المعيشية 2.35، أما متوسط حجم العائلات فبلغ 3.05.
بلغ العمر الوسطي للسكان 37.9 عاماً. وكانت نسبة 19.4% من القاطنين تحت سن الثامنة عشر، وكانت نسبة 7% بين الثامنة عشر والرابعة والعشرين عاماً، ونسبة 35.8% كانت واقعةً في الفئة العمرية ما بين الخامسة والعشرين والرابعة والأربعين عاماً، ونسبة 21.9% كانت ما بين الخامسة والأربعين والرابعة والستين، ونسبة 14.1% كانت ضمن فئة الخامسة والستين عاماً فما فوق. يوجد لكل 100 أنثى 92.4 ذكر، ويوجد لكل 100 أنثى في الثامنة عشر من عمرها فما فوق 90.9 ذكر.
بلغ متوسط دخل الأسرة في المنطقة السكنية 50,163 دولارًا، أما متوسط دخل العائلة فبلغ 59,583 دولارًا. وكان متوسط دخل الذكور 40,798 دولارًا مقابل 36,047 دولارًا للإناث. وسجل دخل الفرد الخاص بالمنطقة السكنية 28,072 دولارًا. وكانت نسبة 7.4% من العائلات ونسبة 9.6% من السكان تحت خط الفقر، وكان من هؤلاء نسبة 10.2% تحت سن الثامنة عشر ونسبة 11.6% في الخامسة والستين من العمر وما فوق.

### تعداد عام 2010
بلغ عدد سكان شرق راذرفورد 8,913 نسمة بحسب تعداد عام 2010، وبلغ عدد الأسر 3,792 أسرة وعدد العائلات 2,225 عائلة مقيمة في المنطقة السكنية. في حين سجلت الكثافة السكانية 851.3 نسمة لكل كيلومتر مربع (2,204.9/ميل2). وبلغ عدد الوحدات السكنية 4,018 وحدة بمتوسط كثافة قدره 383.8 لكل كيلومتر مربع (994.0/ميل2).
وتوزع التركيب العرقي للمنطقة السكنية بنسبة 73.04% من البيض و4.50% من الأمريكيين الأفارقة و0.22% من الأمريكيين الأصليين و13.93% من الأمريكيين ذوي الأصول الآسيوية و0.03% من سكان جزر المحيط الهادئ و5.83% من الأعراق الأخرى و2.43% من عرقين مختلطين أو أكثر و17.54% من الهسبانيون أو اللاتينيون من أي عرق.
بلغ عدد الأسر 3,792 أسرة كانت نسبة 26.6% منها لديها أطفال تحت سن الثامنة عشر تعيش معهم، وبلغت نسبة الأزواج القاطنين مع بعضهم البعض 42.9% من أصل المجموع الكلي للأسر، ونسبة 11.6% من الأسر كان لديها معيلات من الإناث دون وجود شريك، بينما كانت نسبة 4.2% من الأسر لديها معيلون من الذكور دون وجود شريكة وكانت نسبة 41.3% من غير العائلات. تألفت نسبة 33.5% من أصل جميع الأسر من عدة أفراد يعيشون في نفس المنزل ونسبة 11.6% كانت تتألف من شخص يعيش بمفرده يبلغ من العمر 65 عاماً أو أكثر. وبلغ متوسط حجم الأسرة المعيشية 2.35، أما متوسط حجم العائلات فبلغ 3.06.
بلغ العمر الوسطي للسكان 37.8 عاماً. وكانت نسبة 18.1% من القاطنين تحت سن الثامنة عشر، وكانت نسبة 8.6% بين الثامنة عشر والرابعة والعشرين عاماً، ونسبة 33.2% كانت واقعةً في الفئة العمرية ما بين الخامسة والعشرين والرابعة والأربعين عاماً، ونسبة 26.6% كانت ما بين الخامسة والأربعين والرابعة والستين، ونسبة 13.5% كانت ضمن فئة الخامسة والستين عاماً فما فوق. وتوزع التركيب الجنسي للسكان بنسبة 48.2% ذكور و51.8% إناث.

## وصلات خارجية
- الموقع الرسمي